# Archipiélago de Wanshan

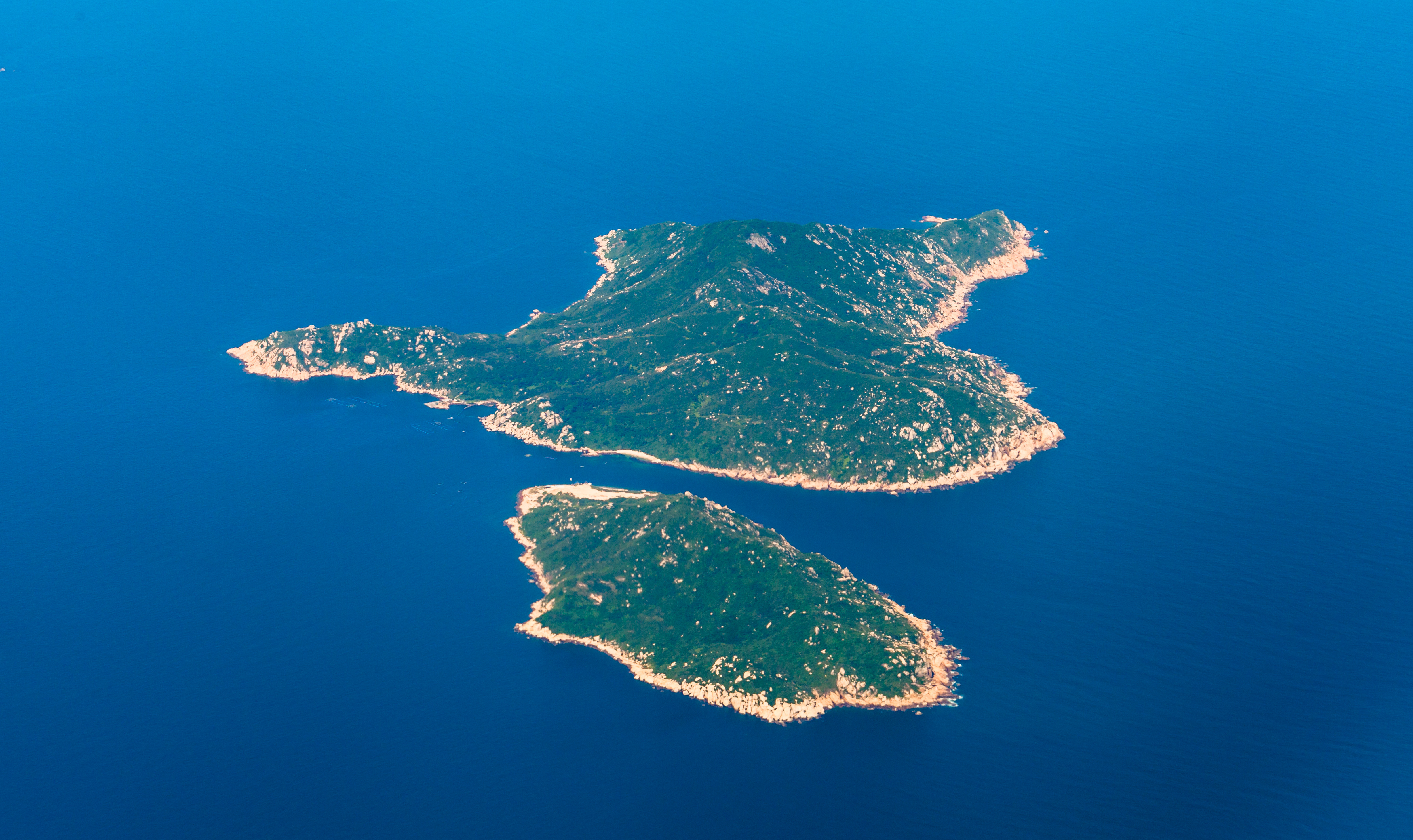
Islas Ai Zhou Zi (abajo) y Ai Zhou (arriba).

El Archipiélago de Wanshán (en chino, 万山群岛p= Wàn shān qúndǎo; literalmente, ‘el archipiélago de las diez mil islas’) conocido también como islas de los Ladrones, es un archipiélago de 104 islas que forma parte de la ciudad-prefectura de Zhuhai, provincia de Cantón de la República Popular de China.
La mayoría de sus islas se encuentran en la Zona Experimental de desarrollo Marino de Wanshán ((万山海洋开发试验区),
situada en el mar de China Meridional, al sur de la entrada de la desembocadura del río Perla y de Hong Kong.
El archipiélago de Wanshán también incluyen algunas de las islas de Hong Kong como Latau, Hong Kong, Macao y Taipa.

## Islas
- Isla Guishan
- Isla Dawanshan
- Isla Xiaowanshan